# Tephritopyrgota similis
Tephritopyrgota similis är en tvåvingeart som beskrevs av Friedrich Georg Hendel 1934. Tephritopyrgota similis ingår i släktet Tephritopyrgota och familjen Pyrgotidae.
Artens utbredningsområde är Kenya. Inga underarter finns listade i Catalogue of Life.